# Žabari (okręg kolubarski)
Žabari (cyr. Жабари) – wieś w Serbii, w okręgu kolubarskim, w mieście Valjevo. W 2011 roku liczyła 401 mieszkańców.